# Thoiré-sous-Contensor
Thoiré-sous-Contensor est une commune française située dans le département de la Sarthe en région Pays de la Loire, peuplée de 119 habitants.
La commune fait partie de la province historique du Maine, et se situe dans le Saosnois.

## Géographie

### Lieux-dits et hameaux
- Contensor.

### Communes limitrophes
|            | Louvigny              |          |
| Grandchamp | Thoiré-sous-Contensor | Les Mées |
| Chérancé   | René                  |          |

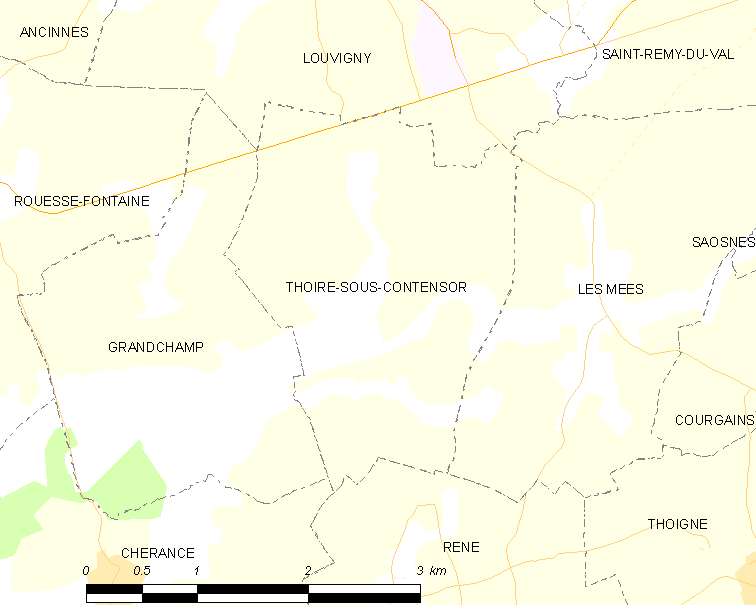
Carte de la commune.
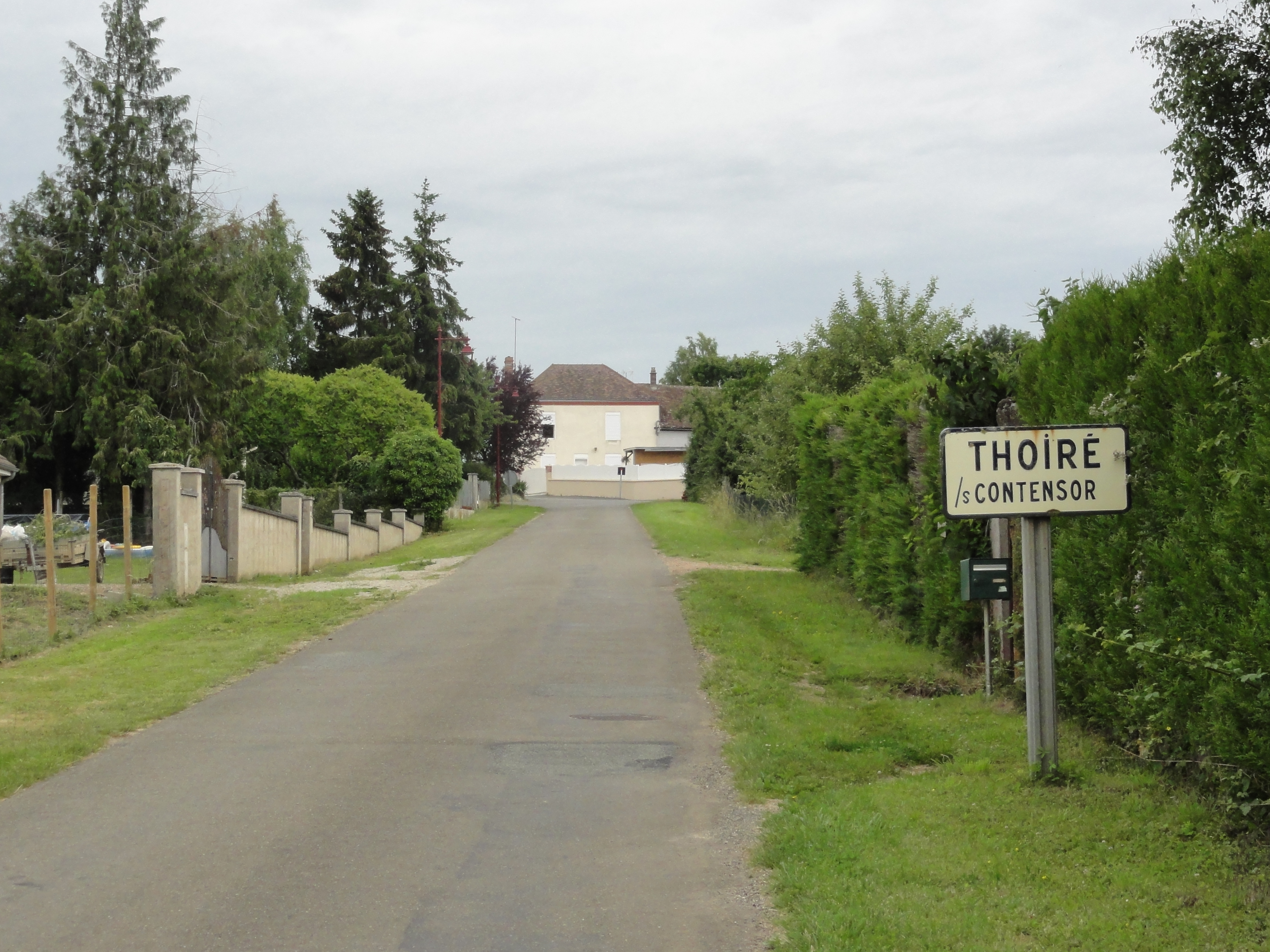
Entrée de Thoiré-sous-Contensor.
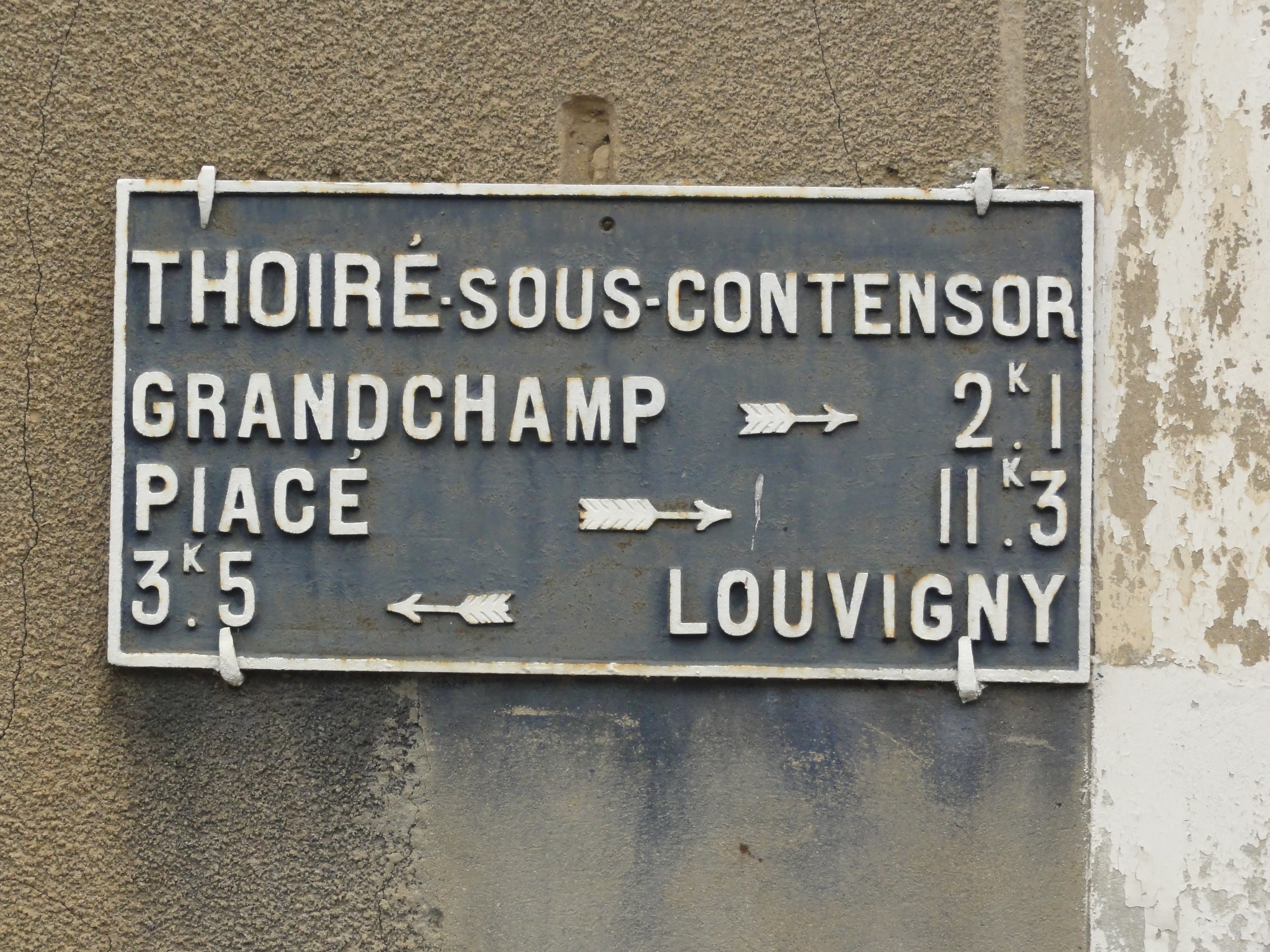
Plaque de cocher.
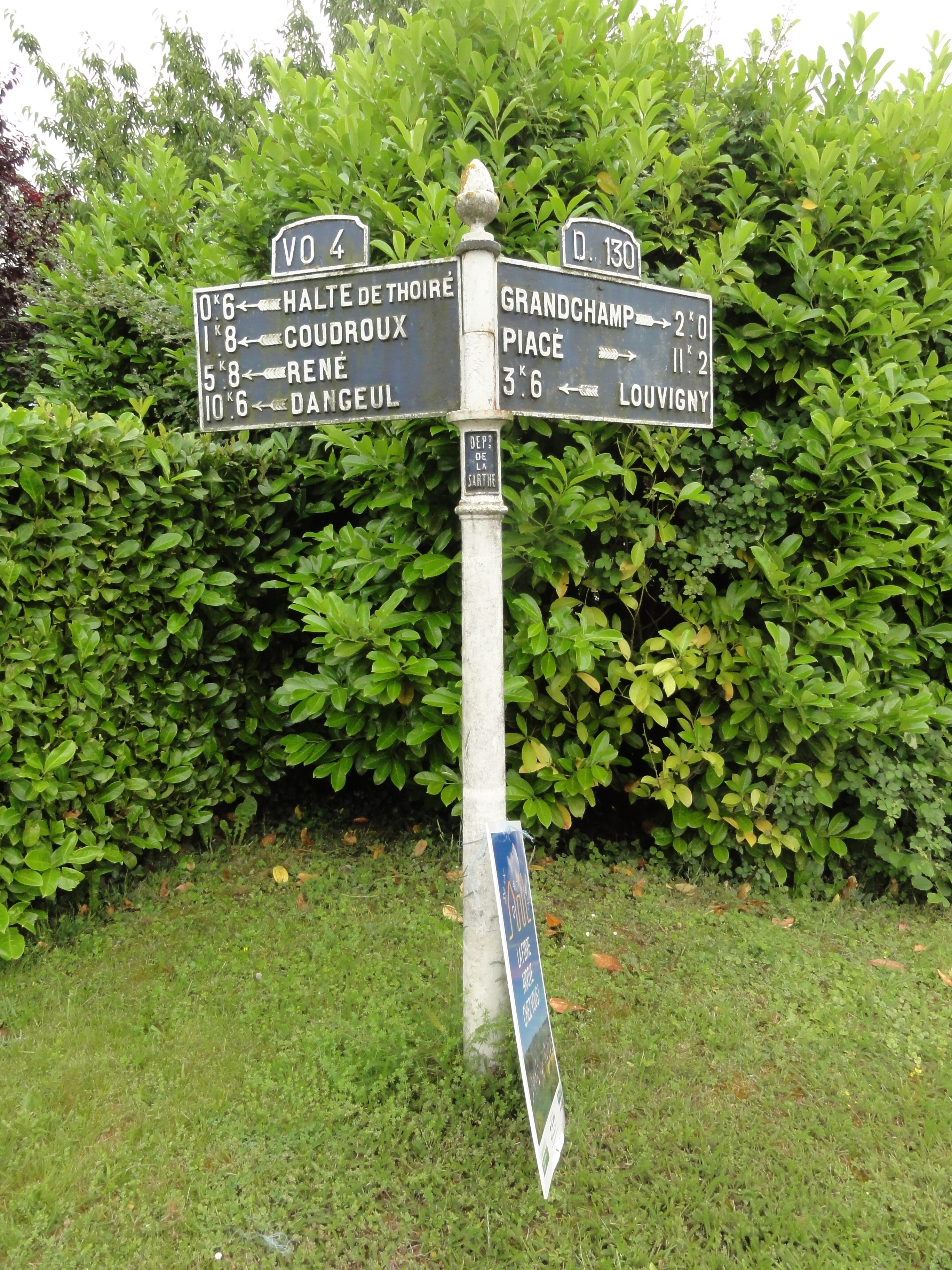
Plaques de cocher.

### Hydrographie et relief
La Bienne, petite rivière, arrose la commune du nord-ouest au sud-est, alors que la Saosnette traverse la commune dans le dernier tiers sud d'est en ouest.

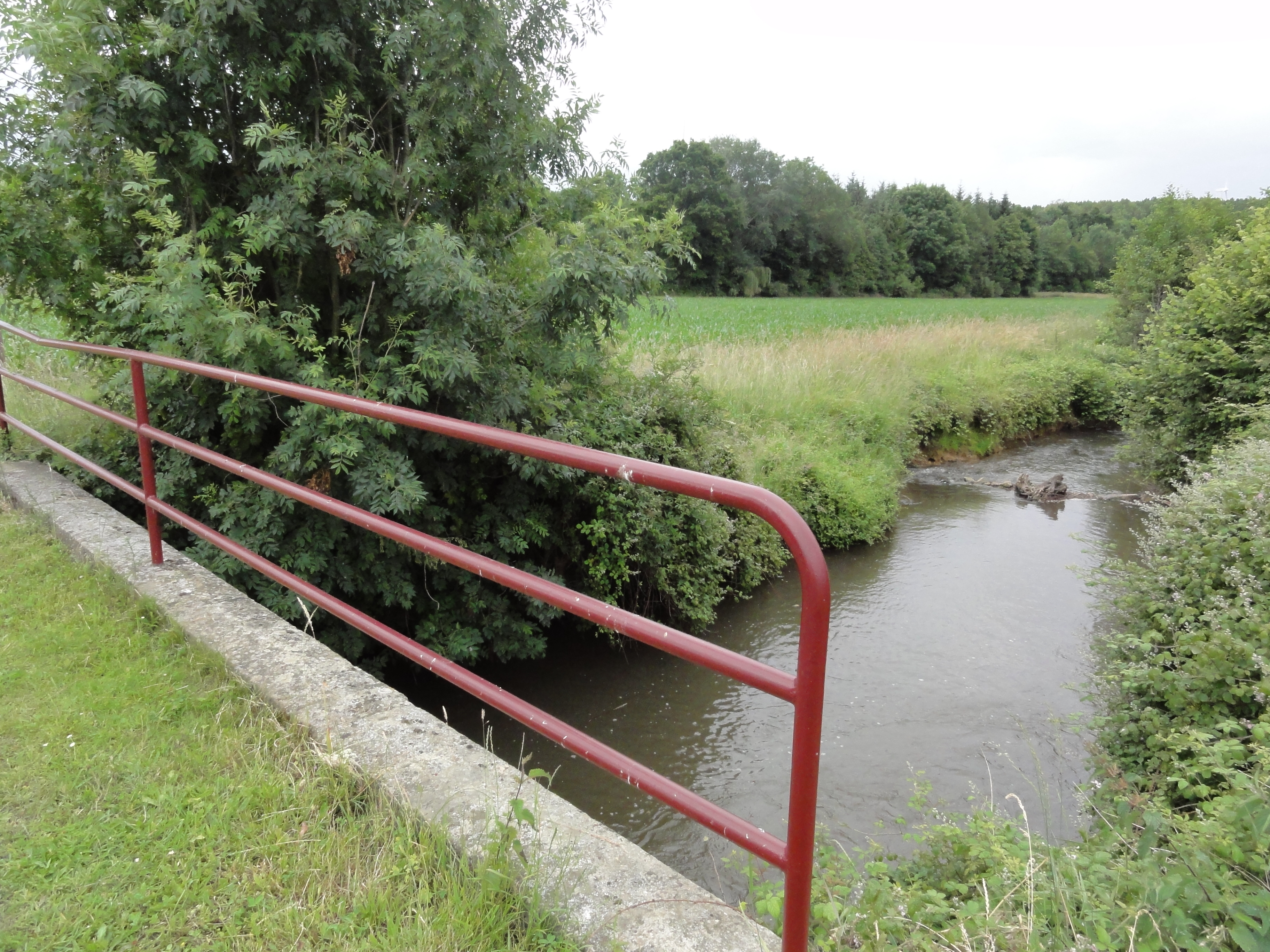
La Bienne à Thoiré-sous-Contensor

### Climat
Pour des articles plus généraux, voir Climat des Pays de la Loire et Climat du Val-d'Oise.
En 2010, le climat de la commune est de type climat océanique dégradé des plaines du Centre et du Nord, selon une étude du CNRS s'appuyant sur une série de données couvrant la période 1971-2000. En 2020, Météo-France publie une typologie des climats de la France métropolitaine dans laquelle la commune est exposée à un climat océanique altéré et est dans une zone de transition entre les régions climatiques « Normandie (Cotentin, Orne) » et « Moyenne vallée de la Loire ». 
Pour la période 1971-2000, la température annuelle moyenne est de 10,8 °C, avec une amplitude thermique annuelle de 13,8 °C. Le cumul annuel moyen de précipitations est de 710 mm, avec 11,8 jours de précipitations en janvier et 7,4 jours en juillet. Pour la période 1991-2020, la température moyenne annuelle observée sur la station météorologique de Météo-France la plus proche, « Deauville », sur la commune de Deauville à 5 372 km à vol d'oiseau, est de 0,0 °C et le cumul annuel moyen de précipitations est de 0,0 mm,. Pour l'avenir, les paramètres climatiques de la commune estimés pour 2050 selon différents scénarios d'émission de gaz à effet de serre sont consultables sur un site dédié publié par Météo-France en novembre 2022.

## Urbanisme

### Typologie
Au 1er janvier 2024, Thoiré-sous-Contensor est catégorisée commune rurale à habitat dispersé, selon la nouvelle grille communale de densité à sept niveaux définie par l'Insee en 2022.
Elle est située hors unité urbaine. Par ailleurs la commune fait partie de l'aire d'attraction de Mamers, dont elle est une commune de la couronne,. Cette aire, qui regroupe 21 communes, est catégorisée dans les aires de moins de 50 000 habitants,.

### Occupation des sols
L'occupation des sols de la commune, telle qu'elle ressort de la base de données européenne d’occupation biophysique des sols Corine Land Cover (CLC), est marquée par l'importance des territoires agricoles (100 % en 2018), une proportion identique à celle de 1990 (100 %). La répartition détaillée en 2018 est la suivante : 
terres arables (79,4 %), prairies (14,5 %), zones agricoles hétérogènes (6 %). L'évolution de l’occupation des sols de la commune et de ses infrastructures peut être observée sur les différentes représentations cartographiques du territoire : la carte de Cassini (XVIIIe siècle), la carte d'état-major (1820-1866) et les cartes ou photos aériennes de l'IGN pour la période actuelle (1950 à aujourd'hui).

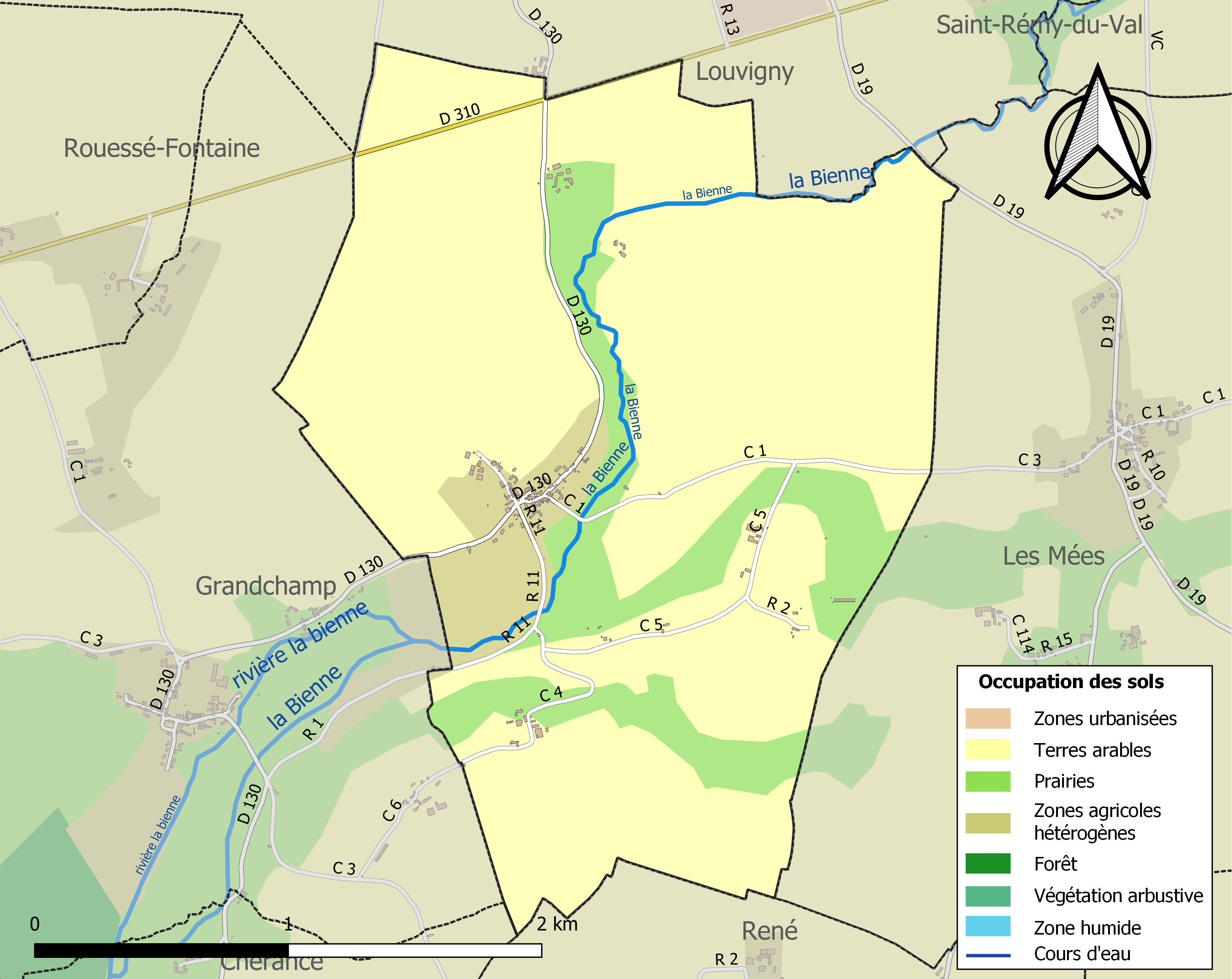
Carte des infrastructures et de l'occupation des sols de la commune en 2018 (CLC).

## Toponymie
Thoiré en Saosnois, puis Thoiré et Thoiré-sous-Contensor depuis 1793, année où Thoiré (canton de Château-du-Loir) prenait le nom de Thoiré-sur-Dinan.
Le gentilé est Thoréen.

## Politique et administration
| Période                                  | Période   | Identité          | Étiquette | Qualité                           |
| ---------------------------------------- | --------- | ----------------- | --------- | --------------------------------- |
| (avant 2001)                             | mars 2001 | Jean-Louis Geslin |           |                                   |
| mars 2001                                | mai 2020  | Philippe Denieul  | SE        | Entrepreneur de travaux agricoles |
| mai 2020                                 | En cours  | Patrick Borée     | SE        | Agent d’entretien d’espaces verts |
| Les données manquantes sont à compléter. |           |                   |           |                                   |

## Démographie
L'évolution du nombre d'habitants est connue à travers les recensements de la population effectués dans la commune depuis 1793. Pour les communes de moins de 10 000 habitants, une enquête de recensement portant sur toute la population est réalisée tous les cinq ans, les populations de référence des années intermédiaires étant quant à elles estimées par interpolation ou extrapolation. Pour la commune, le premier recensement exhaustif entrant dans le cadre du nouveau dispositif a été réalisé en 2004.
En 2022, la commune comptait 119 habitants, en évolution de +38,37 % par rapport à 2016 (Sarthe : −0,25 %, France hors Mayotte : +2,11 %).
Thoiré a compté jusqu'à 313 habitants en 1846.
| 1793 | 1800 | 1806 | 1821 | 1831 | 1836 | 1841 | 1846 | 1851 |
| ---- | ---- | ---- | ---- | ---- | ---- | ---- | ---- | ---- |
| 233  | 263  | 242  | 244  | 262  | 289  | 288  | 313  | 254  |

| 1856 | 1861 | 1866 | 1872 | 1876 | 1881 | 1886 | 1891 | 1896 |
| ---- | ---- | ---- | ---- | ---- | ---- | ---- | ---- | ---- |
| 239  | 281  | 217  | 224  | 237  | 232  | 243  | 212  | 194  |

| 1901 | 1906 | 1911 | 1921 | 1926 | 1931 | 1936 | 1946 | 1954 |
| ---- | ---- | ---- | ---- | ---- | ---- | ---- | ---- | ---- |
| 166  | 175  | 196  | 160  | 153  | 146  | 150  | 167  | 171  |

| 1962 | 1968 | 1975 | 1982 | 1990 | 1999 | 2004 | 2006 | 2009 |
| ---- | ---- | ---- | ---- | ---- | ---- | ---- | ---- | ---- |
| 150  | 152  | 130  | 118  | 94   | 89   | 81   | 77   | 102  |

| 2014 | 2019 | 2022 | - | - | - | - | - | - |
| ---- | ---- | ---- | - | - | - | - | - | - |
| 88   | 106  | 119  | - | - | - | - | - | - |

## Lieux et monuments
- Église Saint-Gervais-et-Saint-Protais du XIIe siècle.
- Chapelle romane du XIIe siècle, du prieuré (ancien) de Neufontaine.
- Calvaire et croix de chemin.
- Voie verte sur l'ancien chemin de fer.

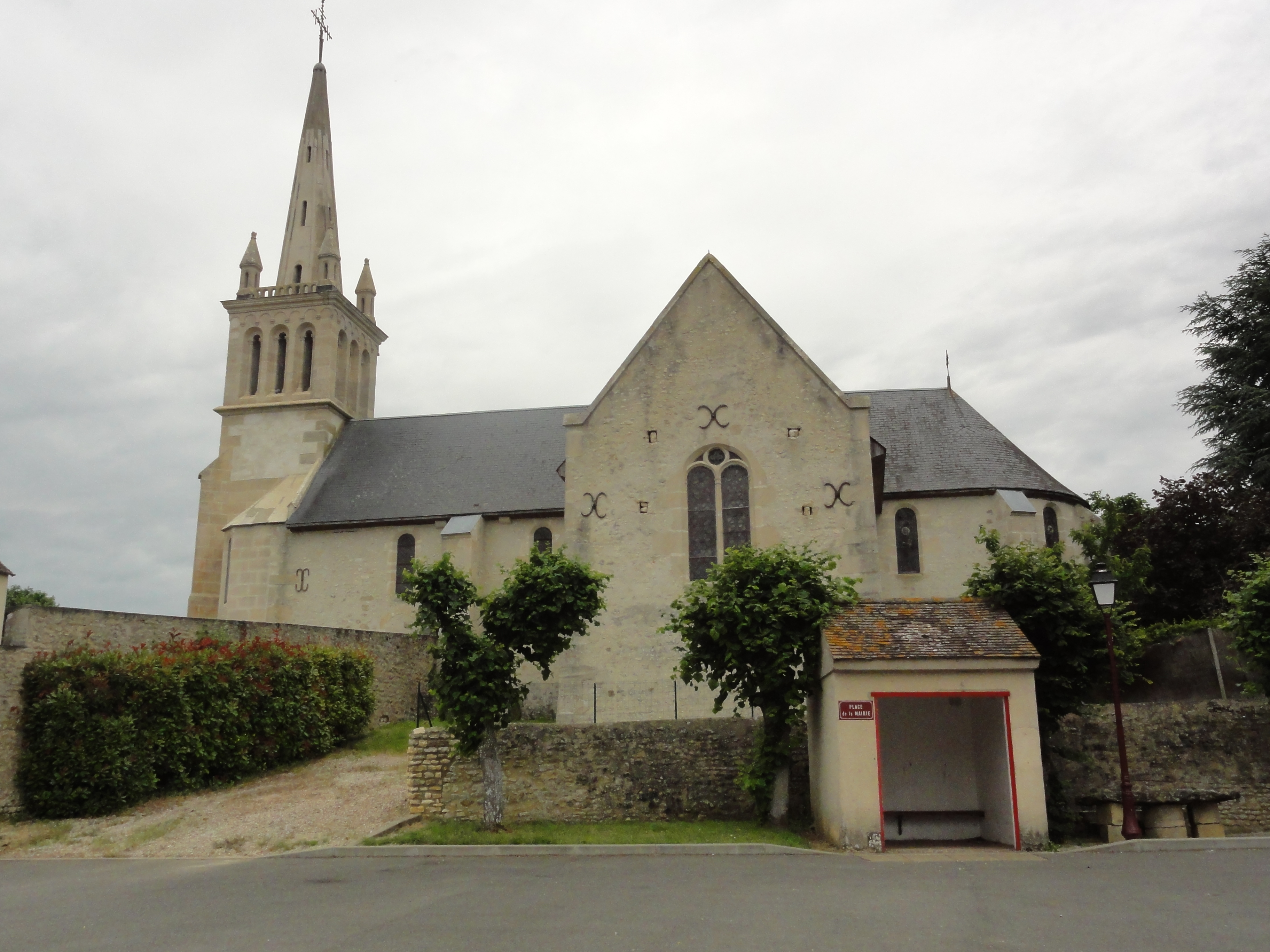
Église Saint-Gervais-et-Saint-Protais.
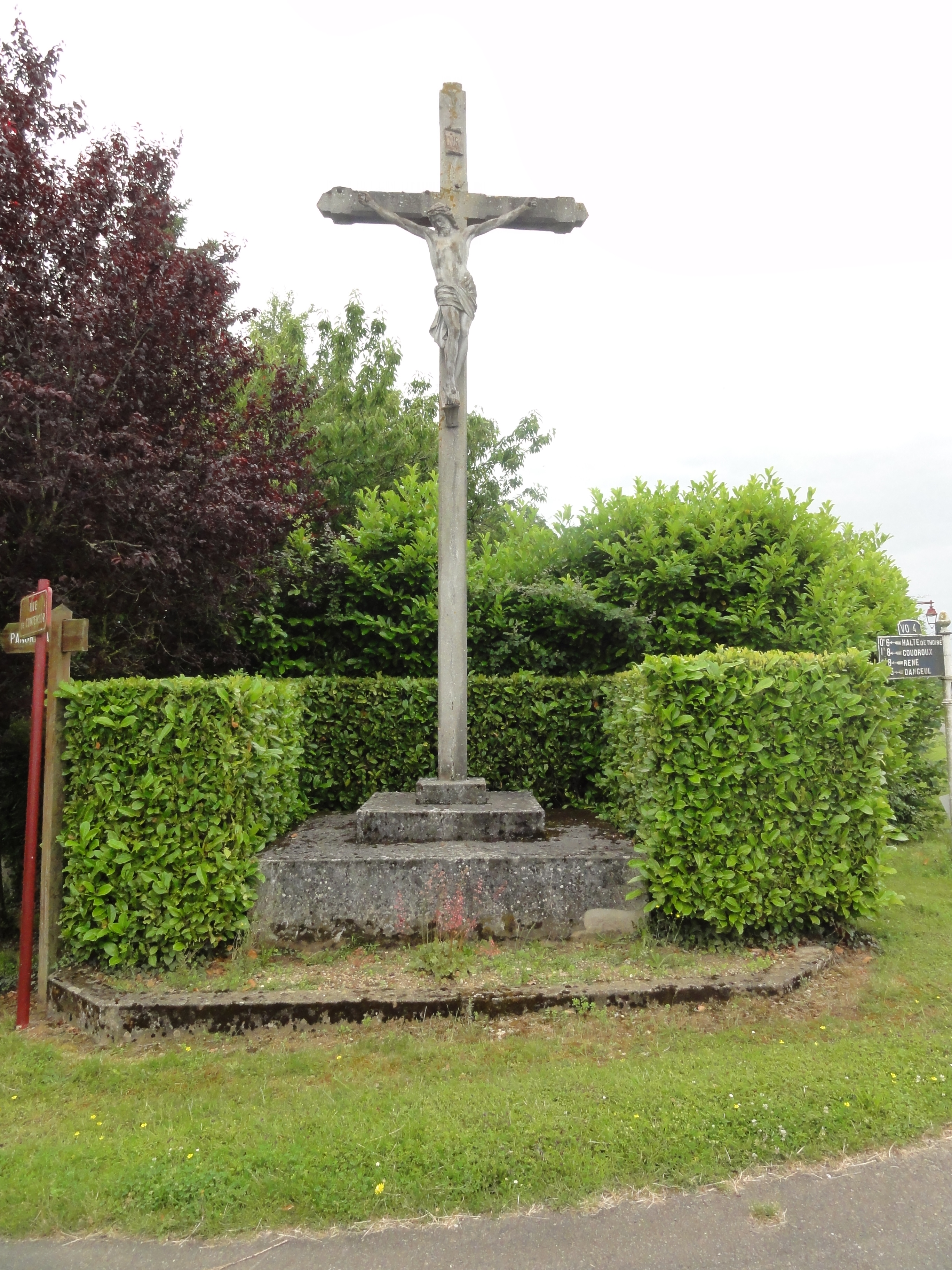
Calvaire.
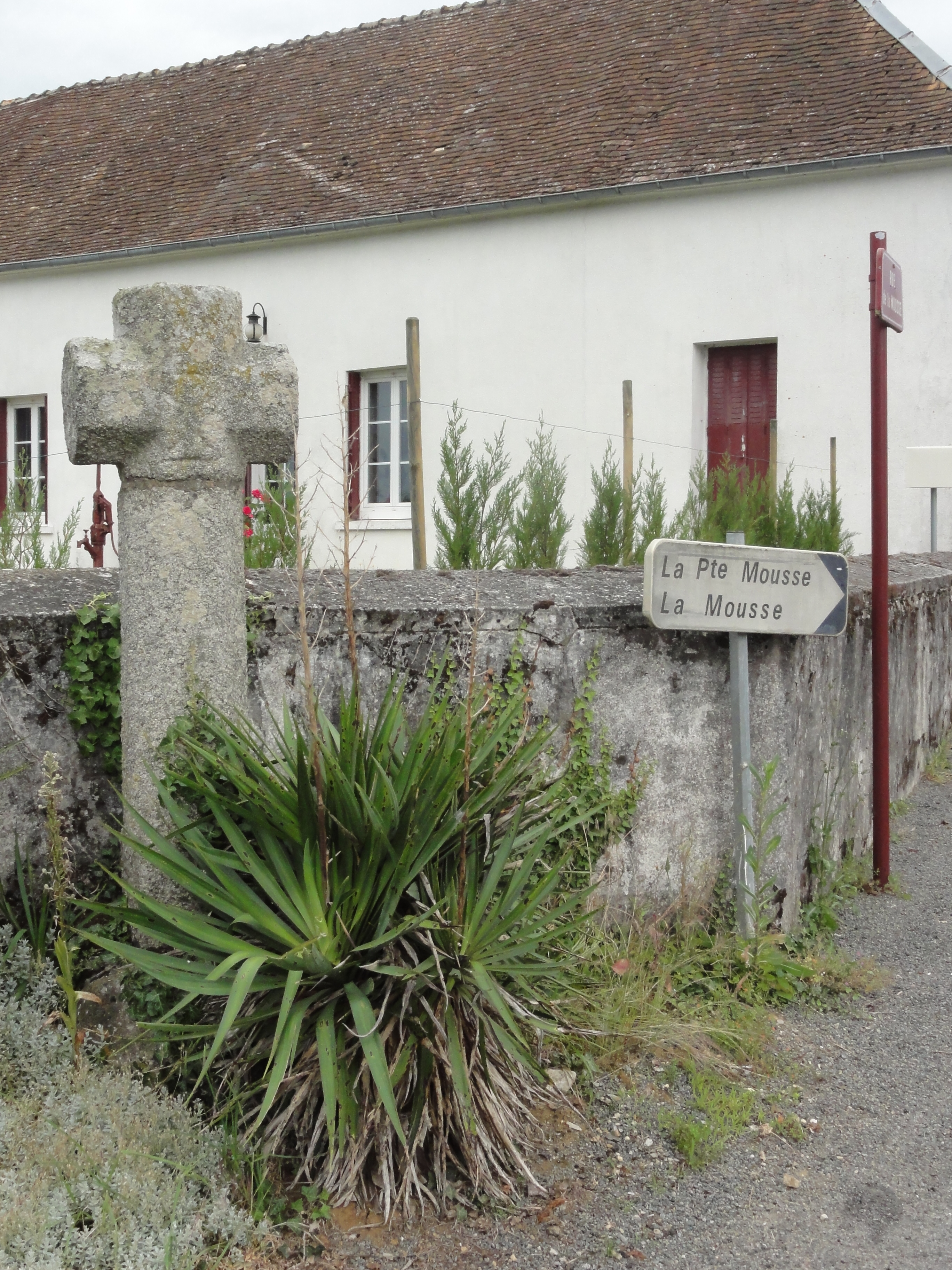
Croix de pierre.